# بشتودار
بشتودار، هي قرية لبنانية من قرى قضاء البترون في محافظة الشمال.
- المسافة من بيروت:86 كلم
- الارتفاع عن سطح البحر: 950 م
- القرى المحاذية: عصيا، دايل، دير مار يوحنا، دوما، بيت شلالا، كفور العربي
- زراعات: التبغ، الزيتون
- مصادر المياه: نبع الدالة، نبع إبراهيم، عين انطوان الملحين